# Інгул (зупинний пункт)
Інгу́л — пасажирський залізничний зупинний пункт Херсонської дирекції залізничних перевезень Одеської залізниці на неелектрифікованій лінії Миколаїв — Колосівка між станціями Мішкове (7 км) та Тернівка-Миколаївська (8 км). Розташований у Центральному районі (мікрорайон Північний) міста Миколаїв Миколаївської області.
Назва зупинного пункту походить від однойменної річки Інгул, що протікає поруч.

## Пасажирське сполучення
На платформі Інгул зупиняються приміські поїзди сполученням Миколаїв-Вантажний — Колосівка (курсує 
одна пара поїздів щоп'ятниці та щонеділі).